# Pucaranra
Pucaranra  o Pukaranra (en Quechua: Puka = rojo, Ranra = pedregal; 'pedregal rojo' ) es una montaña en la Cordillera Blanca en los Andes de Perú, de aproximadamente 6,156 metros (20,167 pies) de altura.
Está localizada en la provincia de Huaraz en la región Ancash, dentro del Parque Nacional Huascarán al suroeste del nevado Chinchey y al lado del nevado Palcaraju. A sus pies se ubica la laguna Palcacocha, dentro de la Quebrada de Cojup.

## Ascensiones históricas

### Primera Expedición
Suiza: El 5 de julio de 1948, la expedición del Clup Alpino de la Academia Suiza liderada por Frédéric Marmillod, Ruedi Schmid (líder asistente), Bernhard Lauterberg y Fritz Sigrist escaló el Pucaranra por la arista Sureste. Luego de esta primera ascensión, otras expediciones ascendieron a su cumbre por otras rutas posibles.

## Galería

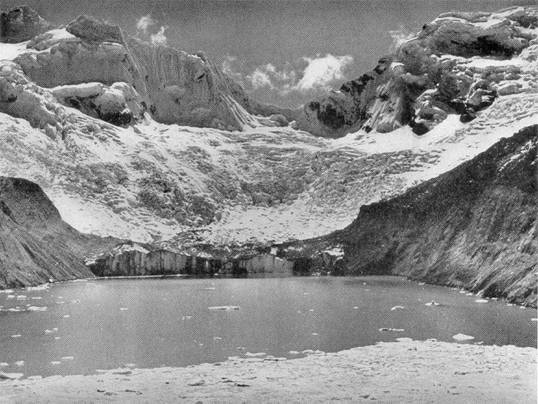
Nevados Palcaraju (a la izquierda) y Pucaranra (a la derecha), y a los pies la laguna Palcacocha en 1939 (antes del aluvión de 1941).
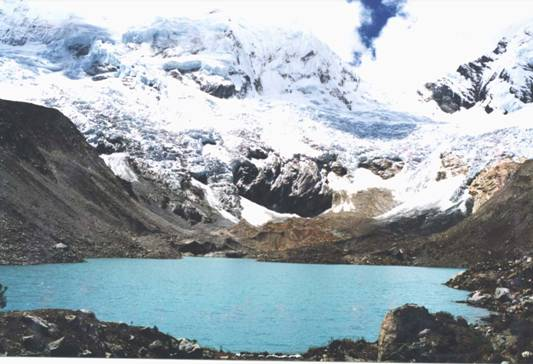
Nevados Palcaraju y Pucaranra, y laguna Palcacocha en 2002.